# Lago di Manyas
Il lago di Manyas (in turco: Manyas Kuşgölü che significa "Lago degli Uccelli di Manyas"; anche: Manyas Gölü) è un lago nella Turchia occidentale, situato nella regione di Bandırma. Esso è un lago poco profondo ricco di sostanze nutritive (profondità media 3 m) alimentato da acque sotterranee e quattro corsi d'acqua. Piccoli delta comprendente vaste paludi e rive alberate si sono formati dove questi ultimi entrano nel lago. Strette fasce di canneti composti da phragmites orlano gran parte del lago. L'acqua viene utilizzata per l'irrigazione. Il pascolo di bovini e ovini è comune lungo le rive del lago.

## Panoramica

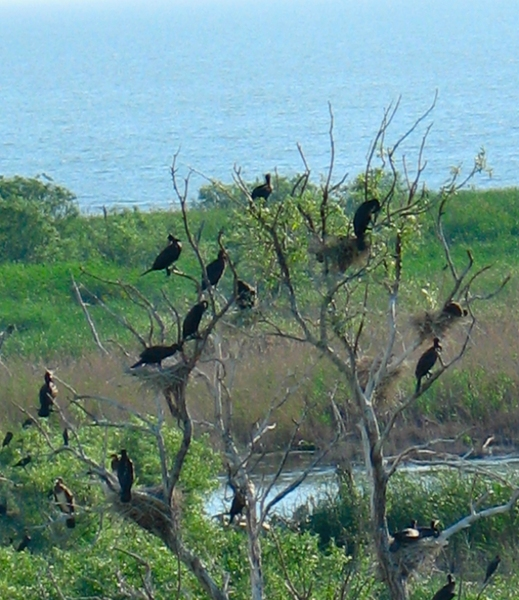
Uccelli sul lago

Il lago è un sito importante per la riproduzione e lo svernamento degli uccelli acquatici. Nel 1938 la riserva naturale Kuş Cenneti (turco per "paradiso degli uccelli") venne istituita dallo zoologo e idrologo tedesco Curt Kosswig, che lavoro' in Turchia dal 1937 al 1955. Questo santuario di 64 ettari occupa un'area praticamente incontaminata della riva lacustre vicino a Sığırcık, nell'angolo nord-est del bacino. La riserva possiede un piccolo museo ornitologico con uccelli impagliati in cattive condizioni; ci sono inoltre telecamere a controllo remoto e una torre di osservazione Esso fu costruito dal Dipartimento di Idrologia dell'Università di Istanbul nel 1952. Nel lago sono state censite più di 270 specie di uccelli. Le specie notevoli di uccelli includono il gobbo rugginoso (Oxyura leucocephala), la spatola bianca (Platalea leucorodia), il fenicottero rosa (Phoenicopterus roseus), oltre a popolazioni nidificanti del vulnerabile pellicano crespo (Pelecanus crispus). Durante la migrazione grandi pellicani bianchi (Pelecanus onocrotalus) spesso si fermano sul lago. Lo spirlin di Manyas è una specie di pesce ciprinide endemico nel bacino idrografico di questo lago.

## Problemi di conservazione

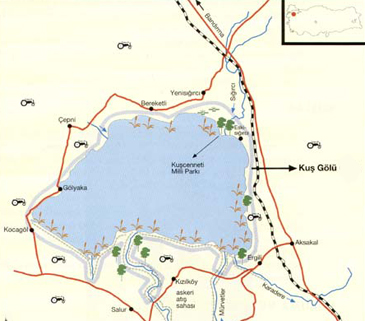
Mappa del Manyas Kuşgölü

Le minacce più gravi per il lago comprendono l'intensificazione delle attività agricole, il drenaggio e la costruzione di dighe. I livelli artificialmente elevati di acqua hanno provocato la perdita delle paludi che sono fonte di alimento per la fauna. Anche gli alberi su cui gli uccelli nidificano nel Parco Nazionale hanno iniziato a morire a seguito di una prolungata inondazione. Inquinanti agricoli, industriali e domestici affluiscono nel lago in grande quantità. A causa della pesca eccessiva, delle malattie, dell'inquinamento e probabilmente degli effetti del cambiamento del regime idrico, le catture di pesce sono diminuite drasticamente. A seguito della costruzione di un regolatore la migrazione dei pesci nel lago è ora impossibile.